# Boulder (Utah)
Boulder è una città (town) nella Contea di Garfield nello Utah. 
La cittadina è situata 27 miglia (44 km) nord est della città di Escalante sulla Utah Scenic Byway 12 all'intersezione con il Burr Trail.
Secondo il censimento del 2000 gli abitanti erano 180 mentre nel 1990 gli abitanti erano 126.

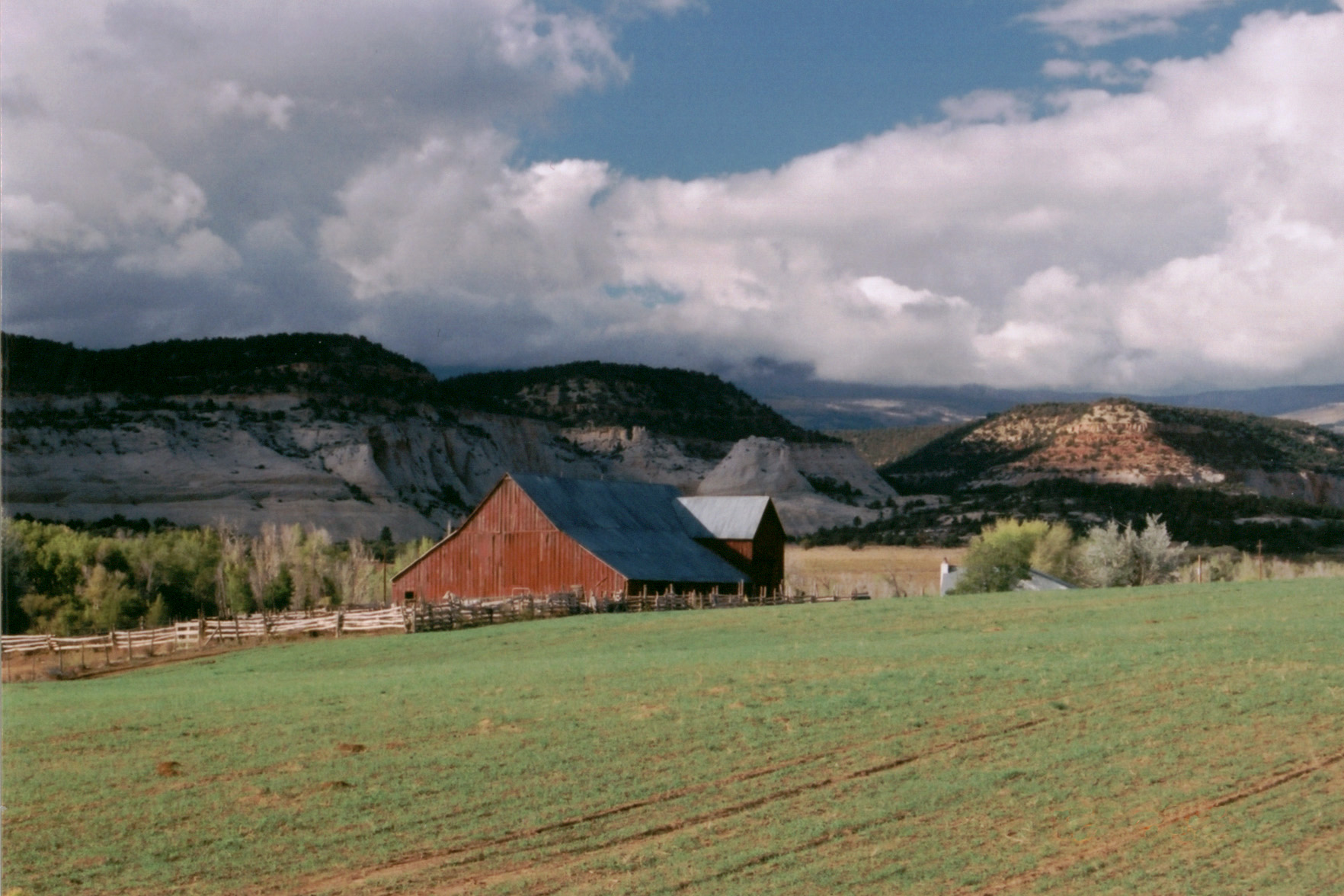
Granaio a Boulder